# Petrit Kumi
Petrit Xhaferr Kumi (ur. 20 maja 1930 w Elbasanie) – albański fotoreporter, uważany jest za jednego z najwybitniejszych albańskich fotografów sportowych.

## Życiorys
Ukończył szkołę podstawową w rodzinnym Elbasanie, następnie kształcił się z zakresu malarstwa w Liceum Artystycznym „Jordan Misja” w Tiranie. Pracował jako fotoreporter dla czasopisma Miqësia (1953–1954), następnie w Albańskiej Agencji Telegraficznej (1960–1964), a do 1988 roku pracował dla miesięcznika Ylli. Przeszedł na emeryturę w 1991 roku.
Założył przedsiębiorstwo fotograficzne Kumifoto.

## Wybrana twórczość
- Brigjeve të Adriatikut (1959)[2]
- ostatnie zdjęcie Envera Hoxhy (1984)[4]

### Albumy
- Në Kosovë (1986)[2]
- Jeta përmes objektivit (2013)[2]

## Nagrody
- Medal Honoru (Medalje Nderi) za fotografię pt. Macja e zezë znajdującą się w albumie Jeta përmes objektivit[2]
- dyplom za zdjęcie Brigjeve të Adriatikut w konkursie fotograficznym w Belgradzie (1960)[2]
- nagroda Antona Mazreku (2005)[2][5]

## Tytuły
Został uhonorowany tytułami Zasłużonego Artysty oraz Wielkiego Mistrza.